# Casevecchie
Casevecchie (korziško E Casevechje) je naselje in občina v francoskem departmaju Haute-Corse regije - otoka Korzika. Leta 1999 je naselje imelo 68 prebivalcev.

## Geografija
Kraj leži v vzhodnem delu otoka Korzike 94 km južno od središča Bastie.

## Uprava
Občina Casevecchie skupaj s sosednjimi občinami Aghione, Antisanti, Noceta, Pietroso, Rospigliani in Vezzani sestavlja kanton Vezzani s sedežem v Vezzaniju. Kanton je sestavni del okrožja Corte.